# Interstate 280 (Californie)
Pour les articles homonymes, voir Interstate 280.
L'Interstate 280 (I-280) est une autoroute de 57,22 miles (92,09 km) dans la région de la Baie de San Francisco, en Californie. Elle relie l'I-680 / US 101 à San José avec l'intersection de King et 5th Street à San Francisco, passant tout juste à l'ouest des grandes villes de la péninsule de San Francisco.
Depuis l'I-880 à San José jusqu'à la SR 1 à Daly City, l'I-280 est désignée comme la Junipero Serra Freeway, d'après le Franciscain espagnol qui a fondé les neuf premières missions espagnoles en Californie entre San Diego et San Francisco. Elle est aussi considérée comme la "World's Most Beautiful Freeway" (l'autoroute la plus belle du monde) en référence à son parcours panoramique dans la Péninsule de San Francisco. Entre la SR 1 et la US 101 à San Francisco, elle est officiellement désignée comme la John F. Foran Freeway (d'après un ancien membre de la Législature d'État de Californie). Elle devient ensuite la Southern-Embarcadero Freeway jusqu'à son terminus nord.
L'I-280 est l'une des deux autoroutes auxiliaires dont le numéro se trouve sur les deux côtes des États-Unis. L'I-110 en Californie et en Floride est le seul autre exemple.

## Description du tracé

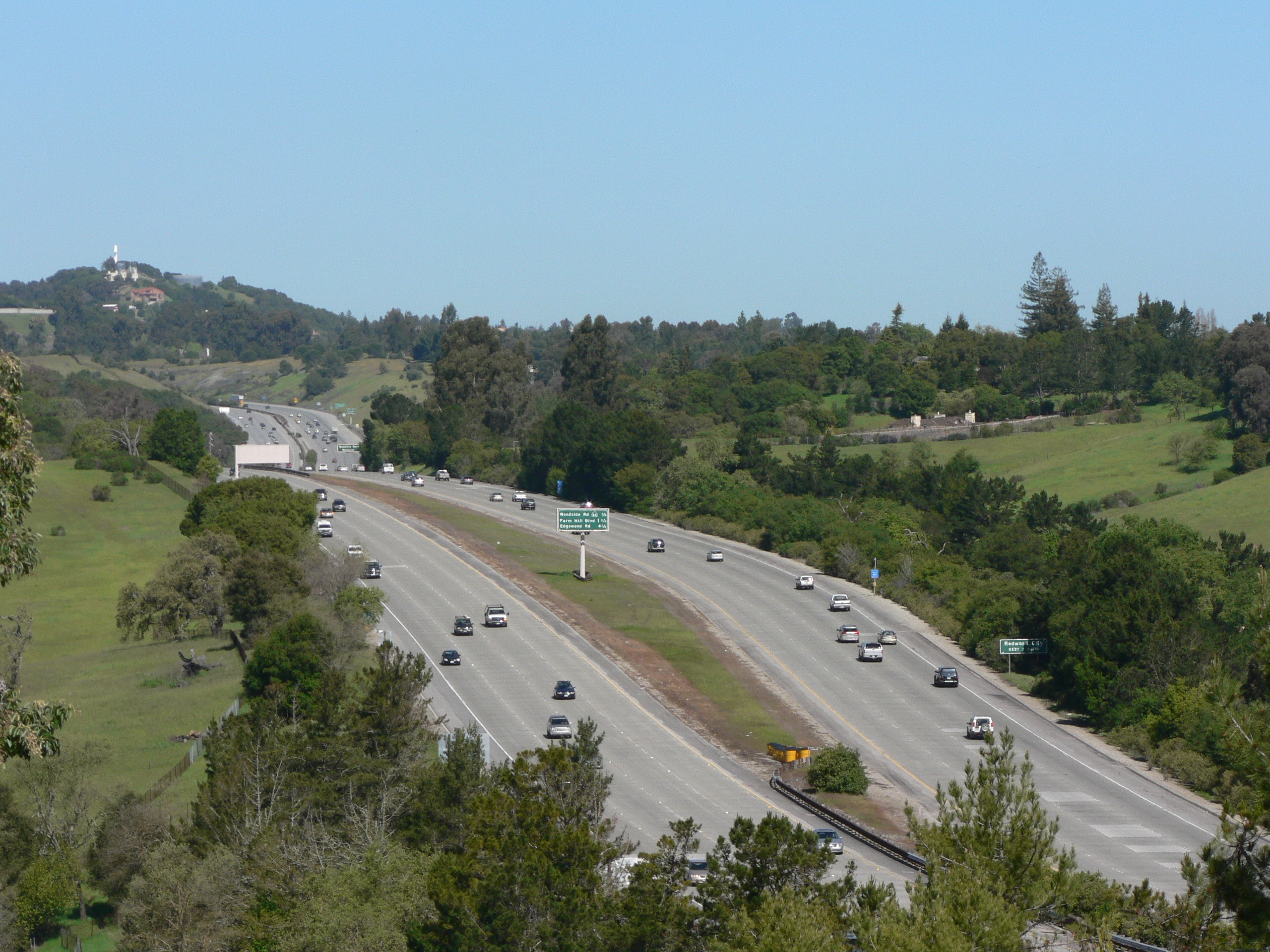
L'I-280 près de Stanford

Le terminus sud de l'I-280 se situe à l'échangeur avec la US 101 à San José où elle agit comme prolongement de l'I-680 vers l'ouest. Entre San José et San Francisco, l'I-280 passe par Santa Clara, Cupertino, Los Altos et Los Altos Hills avant de devenir une route panoramique à l'ouest des villes de la Péninsule de San Francisco dans le Comté de San Mateo et à l'est des Monts Santa Cruz. L'I-280 réintègre une section urbanisée à San Bruno ainsi que South San Francisco et Daly City avant de longer la limite sud-est de San Francisco en direction de son terminus nord.

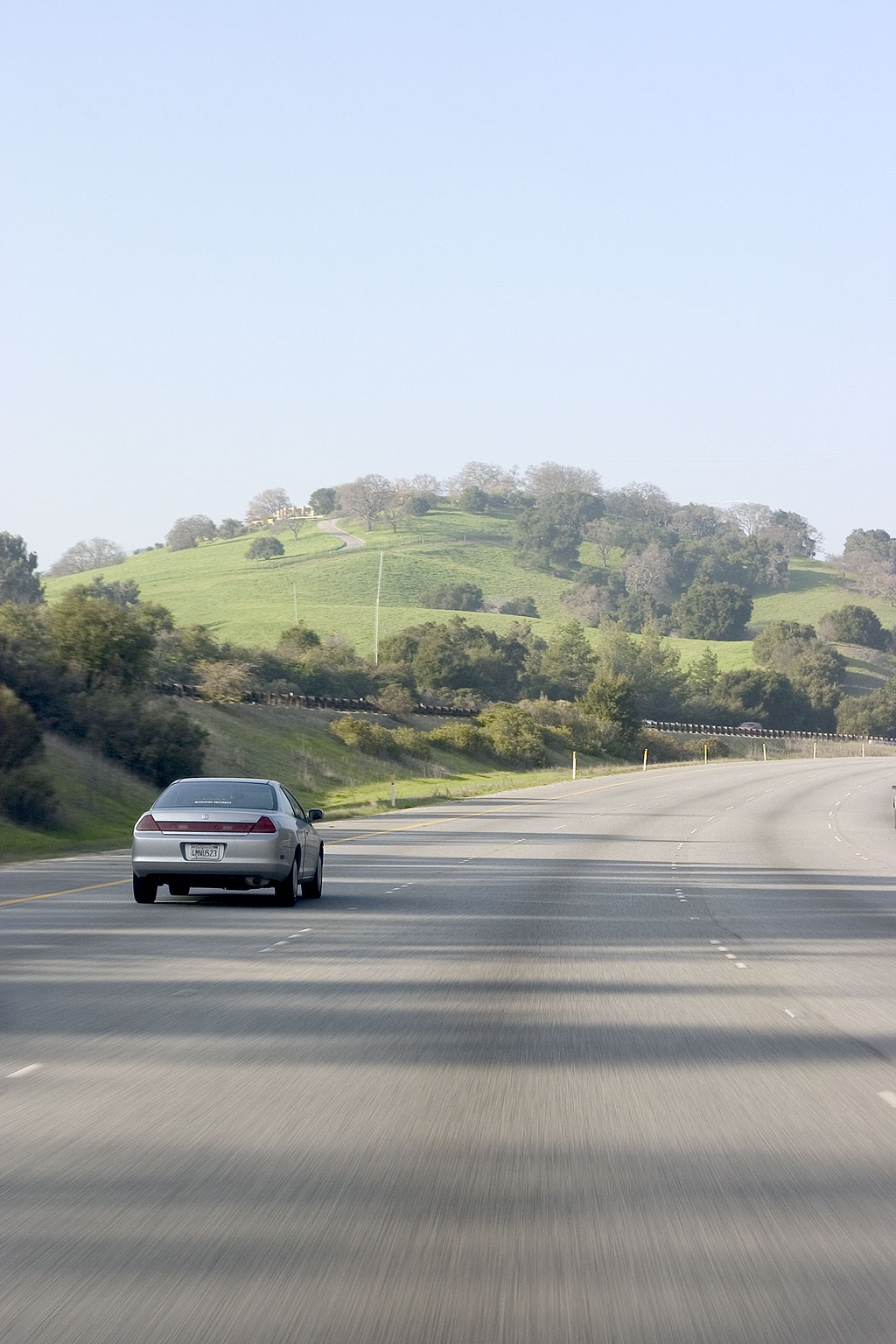
Segment panoramique de l'I-280

Le segment de la Junipero Serra Freeway entre Cupertino (SR 85) et Daly City (SR 1) a été désigné comme la plus belle autoroute du monde dans les années 1960. Les automobilistes peuvent admirer les vues des Monts Santa Cruz à l'ouest, et, parfois, de la Baie de San Francisco à l'est. L'autoroute parcourt un trajet sur la rive est de la Vallée du rift de la Faille de San Andreas. Un segment de six miles (9,7 km) entre Hillsborough et Belmont offre un point de vue sur le réservoir Crystal Springs formé par l'eau transportée sur plus de 160 miles (260 km) depuis Hetch Hetchy Valley dans le Parc national de Yosemite.
Pour la quasi-totalité de sa longueur, l'I-280 est parallèle, à quelque miles, à la US 101. Les deux autoroutes sont des routes sud–nord reliant San José à San Francisco. Cependant, contrairement à l'I-280, la US 101 parcourt un trajet davantage urbanisé. La vaste majorité de la population de la Péninsule de San Francisco habite quelque part entre l'I-280 et la US 101.
L'I-280 ne croise pas l'I-80, son autoroute principale, mais devait, à l'origine, le faire. Le terminus nord de l'I-280 est à environ un mile (1,6 km) du terminus ouest de l'I-80.

## Liste des sorties
| Interstate 280                                                  |                                 |       |                                                              |                                                             | |                                                                                           |
| Comté                                                           | Municipalité                    | mi    | km                                                           | Sortie                                                      | Intersections / Destinations                                                                       | Notes                                                                                     |
| Santa Clara                                                     | San José                        | 0,00  | 0,00                                                         | —                                                           | I-680 nord (Sinclair Freeway) / US 101 (Bayshore Freeway) – Sacramento, San Francisco, Los Angeles | Terminus sud; Sinclair Freeway poursuit comme I-680 nord                                  |
| Santa Clara                                                     | San José                        | 0,36  | 0,58                                                         | 1A                                                          | McLaughlin Avenue                                                                                  | Sortie direction sud, entrée direction nord                                               |
| Santa Clara                                                     | San José                        | 1,29  | 2,08                                                         | 1B                                                          | 11th Street, 10th Street                                                                           | Indiqué sortie 1 en direction nord                                                        |
| Santa Clara                                                     | San José                        | 1,55  | 2,49                                                         | 2A                                                          | 7th Street, Virginia Street vers SR 82 (en)                                                        | Indiqué sortie 2 en direction nord                                                        |
| Santa Clara                                                     | San José                        | 2,20  | 3,54                                                         | 2B                                                          | Almaden Boulevard, Vine Street                                                                     | Sortie direction sud, entrée direction nord                                               |
| Santa Clara                                                     | San José                        | 2,52  | 4,06                                                         | 3A                                                          | SR 87 (en) (Guadalupe Parkway)                                                                     |                                                                                           |
| Santa Clara                                                     | San José                        | 2,88  | 4,63                                                         | 3B                                                          | Bird Avenue                                                                                        |                                                                                           |
| Santa Clara                                                     | San José                        | 3,88  | 6,24                                                         | 4                                                           | Race Street, Southwest Expressway                                                                  | Sortie direction nord, entrée direction sud                                               |
| Santa Clara                                                     | San José                        | 3,99  | 6,42                                                         | 4                                                           | Meridian Avenue                                                                                    | Sortie direction sud, entrée direction nord                                               |
| Santa Clara                                                     | San José                        | 4,99  | 8,03                                                         | 5A                                                          | Leigh Avenue, Bascom Avenue                                                                        |                                                                                           |
| Santa Clara                                                     | San José                        | 5,41  | 8,71                                                         | 5B                                                          | I-880 nord / SR 17 (en) sud – Oakland, Santa Cruz                                                  | Terminus ouest de Sinclair Freeway; sortie 1B de l'I-880 sud                              |
| Santa Clara                                                     | San José                        | 5,41  | 8,71                                                         | 5C                                                          | Stevens Creek Boulevard, West San Carlos Street                                                    | Sortie direction nord, entrée direction sud                                               |
| Santa Clara                                                     | San José                        | 5,95  | 9,58                                                         | 6                                                           | Winchester Boulevard                                                                               | Sortie direction sud, entrée direction nord                                               |
| Santa Clara                                                     | San José                        | 7,33  | 11,80                                                        | 7                                                           | Saratoga Avenue – Saratoga                                                                         |                                                                                           |
| Santa Clara                                                     | San José                        | 8,51  | 13,70                                                        | 9                                                           | Lawrence Expressway, Stevens Creek Boulevard                                                       |                                                                                           |
| Santa Clara                                                     | Cupertino                       | 9,76  | 15,71                                                        | 10                                                          | Wolfe Road                                                                                         |                                                                                           |
| Santa Clara                                                     | Cupertino                       | 10,81 | 17,41                                                        | 11                                                          | De Anza Boulevard                                                                                  |                                                                                           |
| Santa Clara                                                     | Cupertino                       | 12,12 | 19,51                                                        | 12                                                          | SR 85 (en) – Mountain View, Santa Cruz, Gilroy                                                     | Indiqué sortie 12A (nord) et 12B (sud)                                                    |
| Santa Clara                                                     | Los Altos                       | 12,83 | 20,65                                                        | 13                                                          | Foothill Expressway, Grant Road                                                                    |                                                                                           |
| Santa Clara                                                     |                                 | 15,48 | 24,91                                                        | 15                                                          | Magdalena Avenue                                                                                   |                                                                                           |
| Santa Clara                                                     | Los Altos Hills                 | 16,43 | 26,44                                                        | 16                                                          | El Monte Road, Moody Road                                                                          |                                                                                           |
| Santa Clara                                                     |                                 | 19,76 | 31,80                                                        | 20                                                          | Page Mill Road, Arastradero Road – Palo Alto                                                       |                                                                                           |
| Santa Clara                                                     |                                 | 22,00 | 35,41                                                        | 22                                                          | Alpine Road – Portola Valley                                                                       |                                                                                           |
| San Mateo                                                       |                                 | 23,62 | 38,01                                                        | 24                                                          | San Hill Road                                                                                      |                                                                                           |
| San Mateo                                                       | Woodside                        | 25,34 | 40,78                                                        | 25                                                          | SR 84 (en) (Woodside Road)                                                                         |                                                                                           |
| San Mateo                                                       | Woodside                        | 26,65 | 42,89                                                        | 27                                                          | Farm Hill Boulevard                                                                                |                                                                                           |
| San Mateo                                                       | Woodside                        | 28,60 | 46,03                                                        | —                                                           | Cañada Road                                                                                        | Entrées seulement                                                                         |
| San Mateo                                                       |                                 | 28,66 | 46,12                                                        | 29                                                          | Edgewood Road                                                                                      |                                                                                           |
| San Mateo                                                       |                                 |       | Point de vue panoramique Ralph D. Percieval (direction nord) |                                                             | |                                                                                           |
| San Mateo                                                       |                                 |       | Point de vue panoramique de Gate                             |                                                             | |                                                                                           |
| San Mateo                                                       |                                 | 32,84 | 52,85                                                        | 33                                                          | SR 92 (en) – San Mateo, Hayward, Half Moon Bay                                                     |                                                                                           |
| San Mateo                                                       |                                 | 34,33 | 55,25                                                        | 34                                                          | SR 35 sud vers SR 92 (en) ouest / Bunker Hill Drive – Half Moon Bay                                | Terminus sud du multiplex avec SR 35                                                      |
| San Mateo                                                       | San Mateo Creek                 | 35,27 | 56,76                                                        | Pont Mémorial Doran                                         | Pont Mémorial Doran                                                                                | Pont Mémorial Doran                                                                       |
| San Mateo                                                       |                                 | 35,43 | 57,02                                                        | Aire de repos de Crystal Springs (direction nord seulement) | Aire de repos de Crystal Springs (direction nord seulement)                                        | Aire de repos de Crystal Springs (direction nord seulement)                               |
| San Mateo                                                       | Hillsborough                    | 36,24 | 58,32                                                        | 36                                                          | Black Mountain Road, Hayne Road                                                                    |                                                                                           |
| San Mateo                                                       |                                 | 39,17 | 63,04                                                        | 39                                                          | Trousdale Drive                                                                                    |                                                                                           |
| San Mateo                                                       | Millbrae                        | 39,67 | 63,84                                                        | 40                                                          | Millbrae Avenue                                                                                    | Sortie direction nord, entrée direction sud                                               |
| San Mateo                                                       | Millbrae                        | 40,53 | 65,23                                                        | 41                                                          | Larkspur Drive, Millbrae Avenue                                                                    | Sortie direction sud, entrée direction nord                                               |
| San Mateo                                                       | San Bruno                       | 41,29 | 66,45                                                        | 41                                                          | SR 35 nord (Skyline Boulevard) – Pacifica                                                          | Terminus nord du multiplex avec SR 35; sortie direction nord, entrée direction sud        |
| San Mateo                                                       | San Bruno                       | 42,28 | 68,04                                                        | 42                                                          | Crystal Springs Road                                                                               | Sortie direction sud, entrée direction nord                                               |
| San Mateo                                                       | San Bruno                       | 42,75 | 68,80                                                        | 43A                                                         | San Bruno Avenue                                                                                   | Accès direction sud via sortie 43                                                         |
| San Mateo                                                       | San Bruno                       | 43,02 | 69,23                                                        | 43                                                          | I-380 est vers US 101 – Aéroport international de San Francisco                                    | Indiqué sortie 43A en direction sud, sortie 43B en direction nord; sortie 5A-B de l'I-380 |
| San Mateo                                                       | San Bruno                       | 43,02 | 69,23                                                        | 43B                                                         | Sneath Lane                                                                                        | Accès direction nord via sortie 43A                                                       |
| San Mateo                                                       | South San Francisco             | 44,05 | 70,89                                                        | 44                                                          | Avalon Drive                                                                                       | Sortie direction nord, entrée direction sud                                               |
| San Mateo                                                       | South San Francisco             | 44,63 | 71,83                                                        | 45                                                          | Westborough Boulevard                                                                              |                                                                                           |
| San Mateo                                                       | Daly City                       | 46,20 | 74,35                                                        | 46                                                          | Hickey Boulevard                                                                                   |                                                                                           |
| San Mateo                                                       | Daly City                       | 46,83 | 75,37                                                        | 47A                                                         | Serramonte Boulevard                                                                               | Sortie direction sud, entrée direction nord                                               |
| San Mateo                                                       | Daly City                       | 47,29 | 76,11                                                        | 47                                                          | SR 1 sud / Eastmoor Avenue – Pacifica                                                              | Indication en direction nord                                                              |
| San Mateo                                                       | Daly City                       | 47,29 | 76,11                                                        | 47B                                                         | SR 1 sud – Pacifica                                                                                | Terminus sud du multiplex avec SR 1; indication direction sud                             |
| San Mateo                                                       | Daly City                       | 47,78 | 76,89                                                        | 48                                                          | Eastmoor Avenue, Sullivan Avenue                                                                   | Sortie direction sud, entrée direction nord                                               |
| San Mateo                                                       | Daly City                       | 48,51 | 78,07                                                        | 49A                                                         | John Daly Boulevard, Junipero Serra Boulevard                                                      | Indiqué sortie 49 en direction sud                                                        |
| San Mateo                                                       | Daly City                       | 49,17 | 79,13                                                        | 49B                                                         | SR 1 nord (19th Avenue) – Pont du Golden Gate                                                      | Terminus nord du multiplex avec SR 1; sortie direction nord, entrée direction sud         |
| Comté de ville de San Francisco                                 | Comté de ville de San Francisco | 50,18 | 80,76                                                        | 50                                                          | SR 82 (en) vers SR 1 nord / Mission Street, San José Avenue                                        | Sortie direction sud, entrée direction nord                                               |
| Comté de ville de San Francisco                                 | Comté de ville de San Francisco | 51,21 | 82,41                                                        | 51                                                          | Geneva Avenue, Ocean Avenue                                                                        |                                                                                           |
| Comté de ville de San Francisco                                 | Comté de ville de San Francisco | 52,13 | 83,90                                                        | 52                                                          | Monterey Boulevard                                                                                 | Sortie direction sud, entrée direction nord                                               |
| Comté de ville de San Francisco                                 | Comté de ville de San Francisco | 52,14 | 83,91                                                        | 52                                                          | San José Avenue, Bosworth Street                                                                   | Sortie direction nord, entrée direction sud                                               |
| Comté de ville de San Francisco                                 | Comté de ville de San Francisco | 52,72 | 84,84                                                        | 53                                                          | Alemany Boulevard, Mission Street                                                                  | Mission Street non-indiqué en direction nord                                              |
| Comté de ville de San Francisco                                 | Comté de ville de San Francisco | 53,78 | 86,55                                                        | 54A                                                         | US 101 sud (James Lick Freeway) – San José                                                         | Indiqué sortie 54 en direction sud                                                        |
| Comté de ville de San Francisco                                 | Comté de ville de San Francisco | 53,78 | 86,55                                                        | 54B                                                         | US 101 nord (James Lick Freeway) – San Francisco Civic Center, Bay Bridge                          | Sortie direction nord, entrée direction sud                                               |
| Comté de ville de San Francisco                                 | Comté de ville de San Francisco | 55,06 | 88,61                                                        | 55                                                          | Cesar Chavez Street, 25th Street                                                                   | 25th Street non-indiqué en direction nord                                                 |
| Comté de ville de San Francisco                                 | Comté de ville de San Francisco | 56,04 | 90,19                                                        | 56                                                          | Mariposa Street, 18th Street                                                                       | 18th Street non-indiqué en direction nord                                                 |
| Comté de ville de San Francisco                                 | Comté de ville de San Francisco | 56,73 | 91,30                                                        | 57                                                          | Sixth Street                                                                                       | Sortie direction nord, entrée direction sud                                               |
| Comté de ville de San Francisco                                 | Comté de ville de San Francisco | 56,98 | 91,70                                                        | —                                                           | Fifth Street                                                                                       | Intersection à niveau                                                                     |
| Comté de ville de San Francisco                                 | Comté de ville de San Francisco | 56,98 | 91,70                                                        | —                                                           | King Street                                                                                        |                                                                                           |
| - Terminus de multiplex - Accès incomplet - Transition de route |                                 |       |                                                              |                                                             | |                                                                                           |